# Kleopatra II
Kleopatra II, gr. Κλεοπάτρα (ur. 184 p.n.e., zm. 115 p.n.e.) – córka Ptolemeusza V Epifanesa i Kleopatry I, siostra i żona Ptolemeusza VI Filometora, matka Ptolemeusza Eupatora, Ptolemeusza VII Neosa Filopatora, Kleopatry Thei i Kleopatry III. Władała Egiptem w latach od 173 p.n.e. do 115 p.n.e.

## Życiorys
W 145 roku p.n.e. została żoną Ptolemeusza VIII Euergetesa II Fyskona, który doszedł do władzy zabijając jej syna Ptolemeusza VII, potencjalnego pretendenta do tronu. 
Rok później urodził się syn Kleopatry II i Ptolemeusza VIII – Ptolemeusz Memfites. W roku 132 p.n.e. w wyniku wojny domowej Kleopatra przejęła samodzielnie władzę w kraju, wypędzając na Cypr swojego męża i jego drugą żonę, a własną córkę – Kleopatrę III. Jednak Ptolemeusz VIII powrócił w 130 p.n.e. i odzyskał władzę. Po nieudanych intrygach prowadzonych z Demetriosem II przeciwko Egiptowi, Kleopatra II od 124 p.n.e. brała udział w trójwładztwie w Aleksandrii.

### Okresy panowania
- 173-170 p.n.e. z bratem Ptolemeuszem VI
- 170-163 p.n.e. dodatkowo z drugim bratem Ptolemeuszem VIII
- 163- sierpnia 145 p.n.e. ponownie z Ptolemeuszem VI
- od sierpnia 145 do września 145 p.n.e. z synem Ptolemeuszem VII
- od września 145 p.n.e. ponownie z Ptolemeuszem VIII
- i dodatkowo od 142 p.n.e. z córką Kleopatrą III
- 131-127 p.n.e. samodzielnie
- 127-124 p.n.e. na wygnaniu
- 124-115 p.n.e. wspólnie z Ptolemeuszem VIII i Kleopatrą III.

## Tytulatura
- gr. - basilissa Kleopatra II Thea Philometor Thea Euergetis Thea Sotejra - królowa Kleopatra Bogini Miłująca Matkę Bogini Dobro Czyniąca Bogini Zbawczyni
- egip. -  Klaupadrat

|                      |    |    |                |    |         |
| \| \| \| \| \| \| \| |    |    |                |    |         |
|                      |    |    |                |    |         |
| N29 · E23            | G1 | V4 | Q3 · D46 · D21 | X1 | G1 · H8 |

| N29 · E23 | G1 | V4 | Q3 · D46 · D21 | X1 | G1 · H8 |

|                      |    |    |                |    |         |
| \| \| \| \| \| \| \| |    |    |                |    |         |
|                      |    |    |                |    |         |
| N29 · E23            | G1 | V4 | Q3 · D46 · D21 | X1 | G1 · H8 |

| N29 · E23 | G1 | V4 | Q3 · D46 · D21 | X1 | G1 · H8 |